# HMS Swiftsure (1673)
Pour les autres navires du même nom, voir HMS Swiftsure et HMS Revenge.
Le  HMS Swiftsure est un vaisseau de ligne de troisième rang de 70 canons, construit pour la Royal Navy par l'architecte naval Anthony Deane (en) aux chantiers de Harwich et lancé en 1673. En 1685, le navire est transformé en 66 canons.

## Description
À l'origine le Swiftsure est un navire de 70 canons et de 978 tonneaux, mesurant 37 m de long, 11,79 m de large et ayant un tirant d'eau de 4,72 m.
Sa modification de 1696 voit une réduction du nombre de canons, désormais 66 pièces, et de son déplacement, désormais 987 tonneaux. Il mesure alors 45 m de long, 12 m de large et a un tirant d'eau de 4,3 m.
Une nouvelle modification intervient en 1718 suivant les normes navales britanniques de 1706 (en). Le Swiftsure retrouve alors ses 70 canons et voit son déplacement augmenter à 1 104 tonneaux. La longueur est portée à 46 m, la largeur demeurant à 12 m, alors que le tirant d'eau est porté à 5,28 m.
Enfin, en 1742, les normes navales de 1719 (en) font du vaisseau un navire de 1 258 tonneaux, long de 46 m, large de 13,23 m, au tirant d'eau de 5,41 m.

## Histoire
Le 29 mai 1692, le Switsure participe à la bataille de la Hougue, bataille navale pendant la guerre de la Ligue d'Augsbourg, qui voit la victoire de la flotte anglo-hollandaise sur la flotte française du vice-amiral de Tourville, au large de la pointe du Cotentin.
Le navire est réduit à 66 canons par l'architecte naval Snelgrove aux chantiers de Deptford en 1696.
Il fait partie de la flotte de l'amiral Cloudesley Shovell en 1707 et prend part cette année-là à la défaite britannique de Toulon et au désastre naval de Sorlingues, qui, outre la mort de Shovell, déplore côté britannique la perte de 4 vaisseaux — l'Association, le Firebrand (en), le Romney (en) et l'Eagle (en) — et de près de 2 000 hommes.
Le Swiftsure ayant subi peu de dommages durant ce dernier affrontement, il parvient à rejoindre Portsmouth.
Le 23 octobre 1702, le vaisseau est engagé sous le commandement de Robert Wynn dans la bataille de Vigo, au large des côtes de la Galice ; cet affrontement met aux prises une flotte anglo-hollandaise dirigée par l'amiral George Rooke, secondé par les amiraux hollandais Philips van Almonde et Philips van der Goes, avec la Flotte des Indes, un convoi franco-espagnol commandé par les amiraux François Louis Rousselet de Châteaurenault et Manuel de Velasco.
Il subit une deuxième modification aux chantiers navals de Woolwich et est relancé le 20 novembre 1718 avec à nouveau 70 canons et prend désormais le nom de Revenge.
Une nouvelle modification intervient par ordre du 25 février 1740 aux chantiers de Deptford. Le nouveau lancement a lieu le 23 mai 1742.
Le 20 novembre 1759, sous les ordres de John Storr et dans l'escadre commandée par Edward Hawke, il prend part à la bataille des Cardinaux.
Le Revenge est finalement vendu en 1787.